# Colura tortifolia
Colura tortifolia är en bladmossart som först beskrevs av Mont. och Christian Gottfried Daniel Nees von Esenbeck, och fick sitt nu gällande namn av Franz Stephani. Colura tortifolia ingår i släktet Colura och familjen Lejeuneaceae. Inga underarter finns listade i Catalogue of Life.